# Vampula
Vampula este o fostă comună din Finlanda.